# مايج ستيوارت
مايج ستيوارت (بالإنجليزية: Madge Stuart)‏ هي ممثلة بريطانية (وحملت سابقاً جنسية المملكة المتحدة لبريطانيا العظمى وأيرلندا)، ولدت في 4 أغسطس 1897، وتوفيت في 10 أكتوبر 1958.

## أعمال

### أفلام
- (1921) الأبرياء

## وصلات خارجية
- مايج ستيوارت على موقع IMDb (الإنجليزية)